# Billal al Kedra
Billal al Kedra (en árabe: بلال القدرة‎) (Jan Yunis, Franja de Gaza; 24 de junio de 1986 - Jan Yunis, Franja de Gaza; 15 de octubre de 2023) fue un comandante palestino perteneciente a la organización islamista palestina Hamás.
Kedra era comandante de la Nukhba, una unidad militar especial de Hamás. Participó en la planificación de Operación Inundación de Al-Aqsa que desencadenó una serie de atentados en suelo hebreo el sábado 7 de octubre de 2023, dando comienzo a una nueva escalada en el conflicto israelí-palestino, especialmente en la masacre que se cometió en Kfar Aza.
Las noticias sobre su muerte aparecieron por primera vez el 14 de octubre de 2023, informando que las Fuerzas de Defensa de Israel le habían matado en la zona de Jan Yunis, al sur de la Franja de Gaza, el día anterior. El 15 de octubre, las FDI confirmaron su asesinato durante un ataque aéreo.